# Enriqueta Hors
Enriqueta Hors Bresmes (Madrid, 2 de julio de 1907-?) fue una catedrática española de educación secundaria, especializada en Lengua y Literatura. Fue una de las primeras mujeres en ponerse al frente de un Instituto de Segunda Enseñanza masculino. 

## Trayectoria
Hors nació en Madrid en 1907, hija de Petra Bresmes y Alfredo Hors. Estudió en el Instituto Cardenal Cisneros de Madrid. Tras obtener el título de Bachillerato, se licenció en Filosofía y Letras por la Universidad Central de Madrid con Premio Extraordinario en 1928.
Una vez licenciada, colaboró en la Sección de Filología del Centro de Estudios Históricos que dirigía el filólogo e historiador Ramón Menéndez Pidal. Durante esta etapa, publicó sus primeras obras como un prólogo a la novela La Galatea, de Miguel de Cervantes o La prudencia en la mujer, de Tirso de Molina, entre otros.
Desde 1928, estuvo trabajando como docente en los cursos de verano para alumnos extranjeros organizados por la Facultad de Filosofía y Letras de la Universidad Central en la Residencia de Estudiantes y en la Universidad Internacional Ménendez Pelayo de Santander.
En 1935, aprobó las oposiciones a Cátedra de Lengua y Literatura, y fue destinada al Instituto Ramón Muntaner de Figueras en Gerona. A pesar de que en 1939 sufrió el expediente de depuración por parte de las autoridades educativas franquistas, se mantuvo trabajando en activo debido gracias a la intervención de Ramón Menéndez Pidal. Se trasladó al Instituto de Guadalajara, donde llegó a ejercer el cargo de Directora durante el curso 1942-1943, siendo una de las primeras mujeres en ponerse al frente de un Instituto de Segunda Enseñanza masculino. En esta etapa tuvo una actividad muy intensa tanto en el plano docente y cultural como en investigación, ya que investigó en el Archivo Histórico Nacional y en la Biblioteca Nacional de España.
En 1960, viajó a Montevideo, en Uruguay, en comisión de servicios y solicitó una excedencia, que se le concedió en 1961. En el curso 1965-66 volvió a España para seguir su carrera profesional en el Instituto de Manresa.

## Reconocimientos
En 2020, fue incluida dentro del proyecto “Mujeres Investigadoras en los Archivos Estatales (1900-1970)” para la descripción archivística y creación de un micrositio específico en el Portal de Archivos Españoles (PARES), desarrollado entre 2020-2023. Este proyecto ha sido impulsado por la Subdirección General de Archivos Estatales, con el objetivo visibilizar la labor de investigación realizada en España por las mujeres en el intervalo 1900-1970 partiendo de los registros documentales que se conservan en los Archivos de Gestión de los AAEE del Ministerio de Cultura (el Archivo Histórico Nacional, el Archivo de la Corona de Aragón, el Archivo General de Simancas, el Archivo General de Indias, el Archivo de la Real Chancillería de Valladolid, el Archivo General de la Administración y el Centro de Información Documental de Archivos).